# Lowiaceae
Lowiaceae је фамилија монокотиледоних биљака из реда Zingiberales. Обухвата само један род (Orchidantha). Номинотипски род Lowia, као и некада валидни род Protamomum, данас се сматрају делом рода Orchidantha. Филогенетски, фамилији Lowiaceae најсроднија је фамилија , од које се одвојила пре око 78 милиона година. Биљке фамилије Lowiaceae насељавају суптропске и тропске области Кине, Индокине и Борнеа, где су ретке и локалног арела.

## Опис
Врсте фамилије Lowiaceae (односно, рода Orchidantha) су вишегодишње биљке које поседују само подземно стабло (хоризонтални, симподијално гранат ризом). Ризом носи љуспасте листове, фотосинтетске листове и цветне дршке. Цветови су хермафродитни, сакупљени у цимозне цвасти, поседују брактеје. Обликом и зигоморфношћу подсећају на цветове орхидеја. Цветови непријатног мириса „трају" само један дан, а опрашивање врше инсекти. Сам процес опрашивања је ретко забележен од стране аутора, сем за врсту Orchidantha inouei, чији су опшрашивачи тврдокрилци из фамилије балегара (Scarabaeidae). Плод је чаура. Семена имају трорежњевит арилус. Основни број хромозома је x = 9.
Синапоморфне особине врста ове фамилије су:
- разрастање адаксијалног круничног листића у велику усну;
- присуство бројних видљивих нерава паралелних средишњем нерву листа;
- грађа мезофила листова од неправилно организованих великих и малих ћелија;
- грађа жига тучка.

## Систематика рода
Род Orchidantha броји између 15 и 18 врста. Најновија молекуларно филогенетска истраживања указују на то, да је број врста већи од 16.
списак врста према IPNI
- -{O. borneensis N.E.Br. (Lowia borneensis (N.E.Br.) Baker)
- O. calcarea M.R.Hend.*
- O. chinensis T.L.Wu
  - Orchidantha chinensis var. chinensis
  - Orchidantha chinensis var. longisepala (D.Fang) T.L.Wu
- O. fimbriata Holttum
- O. foetida Jenjitt. & K.Larsen
- O. grandiflora Mood & L.B.Pedersen
- O. holttumii K.Larsen
- O. inouei Nagam. & S.Sakai
- O. insularis T.L.Wu
- O. laotica K.Larsen
- O. longiflora Ridl. (Lowia longiflora Scort.)
- O. maxillarioides K.Schum. (Protamomum maxillarioides Ridl., Lowia maxillarioides (Ridl.) Baker)
- O. quadricolor L.B.Pedersen & A.L.Lamb
- O. sabahensis A.L.Lamb & L.B.Pedersen
- O. siamensis K.Larsen
- O. suratii L.B.Pedersen, J.Linton & A.L.Lamb
- O. vietnamica K.Larsen}-

* сматра се и синонимом за врсту O. longiflora

## Филогенија рода
Кладистички, Johansen (2005) указује на две јасно одвојене монофилетске групе врста:
1. групу са Борнеа, у оквиру које се нарочито јасно издваја Сабах/Брунеј клада
2. групу врста са белим цветовима које расту на малајском полуострву

Група врста са малајског полуострва припада широј, могуће парафилетској групи врста копнене југоисточне Азије. Ова група се географски и филогенетски одвојила од острвске групе вероватно током подизања нивоа мора у олигоцену, чиме су се раздвојили делови јединственог копна Сундаланд (које је центар настанка фамилије).